# Лабом де Сюз, Франсуа
Франсуа де Лабом де Сюз (фр. François de la Baume de Suze; ум. 1587), граф де Сюз — французский военный и государственный деятель, участник религиозных войн.

## Биография
Сын героя Итальянских войн Гийома V де Лабома (ум. после 1550), сеньора де Сюз-ла-Русс, и Катрин д'Альбарон.
Граф де Сюз и де Рошфор, барон де Л'Эр, сеньор д'Эрьё и Рошгид. По мнению Луи Морери, этот сеньор, ставший рыцарем орденов короля, советником его личного совета, капитаном ордонансовой роты из 50 тяжеловооруженных всадников, адмиралом морей Леванта, губернатором Прованса и папским генералом в Авиньоне и Конта-Венессене, был одним из самых выдающихся людей XVI века. Альфонс Рошас оценивает его деятельность несколько скромнее, считая одним из крупных деятелей своего времени.
С началом религиозных войн Франсуа де Лабом примкнул к католической партии и оставался ей верен до конца жизни. В 1562 году он командовал в Пьерлате. 5 июня, соединившись с войсками папского генерала Фабрицио Сербеллони, он участвовал во взятии Оранжа и знаменитой резне, спровоцировавшей ответные зверства со стороны протестантов. Уже через два дня гугенотский капитан барон дез Адре изгнал де Лабома из Пьерлата, а весь гарнизон крепости был вырезан.
В июле 1562 де Лабом противостоял  Храброму Монбрёну у Боллена, и овладел Вальреасом, который предал разграблению. При этом известии дез Адре спешно выступил из Лиона, настиг де Лабома у Вальреаса и вторично обратил в бегство, убив две тысячи его людей. 2 сентября Франсуа удалось взять реванш, разбив Монбрёна у Лаграна, близ Орпьера, и затем, вместе с Сербеллони, овладеть Вальреасом и несколькими соседними поселениями, но, «так как его судьба была всегда быть битым дез Адре, тот отобрал у него все завоевания в том же декабре».
Ряд старинных историков относит к этому времени дуэль между де Лабомом и дез Адре. Пуллен де Сен-Фуа, который, по словам Альфонса Рошаса, первым рассказал о ней, описывает это событие следующим образом:

Барон дез Адре, столь известный своими зверствами, послал ему картель, предлагая биться трое на трое; де Сюз ему ответил, что располагает кем-либо только для службы королю, но если тот пожелает один отправиться в место, указанное в картеле, то найдет там его одного. Они сразились; де Сюз сбил противника с ног двумя ударами шпаги, после чего спросил его: «Что бы ты сделал со мной, если бы я был в таком, как ты, положении?» — «Я бы тебя прикончил», — ответил дез Адре. — «Я и не сомневаюсь», — бросил де Сюз, — «так как ты должно быть из тех, кого я некогда убивал, но я никогда не убью лежачего». Он перевез его в ближайший дом, заботился о нем и не покидал, пока раны его не перестали представлять опасность.— Poullain de Saint-Foix G.-F. Histoire de l'Ordre du Saint-Esprit. T. I, pp. 350—351
Аббат Бризар, приведя этот маловероятный анекдот в своей «Генеалогической истории дома де Бомон», дает следующую ремарку:

Осмелимся сказать, что ознакомились со всем, что известно о бароне Дез Адре, с желанием узнать истину, мы не открыли ничего, что могло бы подтвердить или уничтожить этот анекдот.— Brizard G. Histoire généalogique de la
maison de Beaumont en Dauphiné. T. I, p. 306
По словам Пуллена де Сен-Фуа, утверждали, что граф де Сюз командовал в 54 боях, взятиях и отвоеваниях городов в Провансе, Конта, Виваре и Дофине.
В награду за свои заслуги он получил от королевского двора значительные награды: в 1563 году капитанство над ордонансовой ротой из 50 тяжеловооруженных, жалованной грамотой в декабре 1572 земля Сюз была возведена в ранг графства, а 1 июня 1578 Франсуа был назначен губернатором Прованса и адмиралом морей Леванта, после отставки маршала де Ре.
Штаты и парламент провинции, хотевшие видеть в этой должности графа де Карса, согласились с назначением де Сюза «с крайним отвращением». К нему в Авиньон была направлена делегация с просьбой не принимать губернаторство, а королю было направлено прошение о его отзыве. Тем не менее, 8 ноября граф прибыл в Экс-ан-Прованс, после чего настроение жителей внезапно переменилось, поскольку население провинции надеялось на то, что сильный лидер положит конец анархии, опустошавшей край. Успокоению умов способствовала и весьма разумная речь, произнесенная новым губернатором перед ассамблеей сословий.
В начале следующего года гугенотский капитан, захвативший крепость Пёш, близ Экса, начал совершать набеги, доходя до самых городских ворот. Обозленные на губернатора, который не сумел или не смог их защитить, жители восстали, и 14 января 1579 среди ночи заставили графа бежать из города. В следующем месяце Штаты вновь обратились к королю с просьбой о смене губернатора. Укрывшись в папских владениях, де Сюз продолжал служить католической вере во множестве боев местного значения и осад, «перечисление которых здесь не представляет интереса».
Наиболее важной из его военных операций было взятие части Монтелимара, контролировавшейся гугенотами (большая часть города была в руках католиков). Когда протестанты, осажденные в Нарбонской башне, 22 августа 1587 произвели, под командованием Дю Поэ, де Блакона и де Вашера, отважную вылазку, позволившую им вернуть город, к которому подошли части Ледигьера, губернатор, фактически так и не вступивший в должность, был смертельно ранен выстрелом из аркебузы. Рассказывали, что получив ранение, он отправился в свой замок Сюз-ла-Русс, сказав своей кобыле: «Идем, Серая, помирать в Сюз».
В 1581 году граф де Сюз был пожалован в рыцари орденов короля.

## Семья
Жена: Франсуаза де Леви, дочь Жильбера де Леви, графа де Вантадура, и Сюзанны де Лар-Корнийон
Дети:
- Фердинан-Ростен де Лабом (ум. 1577), убит при осаде Иссуара
- Ростен де Лабом, граф де Сюз и Рошфор. Жена 1) (1583): Мадлен де Пре де Монпеза, дочь Мелькиора де Пре, сеньора де Монпеза, и Генриетты Савойской; 2) Катрин де Гроле-Мёйон, дочь Франсуа де Гроле-Мёйона, маркиза де Бресьё, и Маргариты де Гаст де Люпе
- Антуан де Лабом, сеньор де Бом. Жена: Мари де Лер
- Жорж де Лабом, барон д'Ап. Жена (1595): Жанна де Можирон, дочь Лорана де Можирона, генерального наместника Дофине
- Луиза де Лабом. Муж: Антуан де Сассенаж, барон де Пон-де-Руайян
- Катрин де Лабом. Муж: Клод Аллеман, барон д'Юрьяж
- Маргарита де Лабом. Муж: Помпе де Понтевес, сеньор де Бюон
- Шарлотта де Лабом. Муж: N де Рур, сеньор де Сен-Ремез в Виваре
- Франсуаза де Лабом. Муж: Кристоф де Шатийон, сеньор де Воклюз и Вильнёв в Провансе